# 李献璋
李献璋（1914年—1999年），台灣民俗學者、語言學者。台灣桃園大溪人。畢業於早稻田大學文學部哲學科。

## 簡歷
認為民間歌謠、傳說是「全體民族的共同創作」，昭和7年（1932年）開始收集民間歌謠、謎語、故事等，昭和11年（1936年）出版《台灣民間文學集》，內容收錄民間歌謠、故事等，是第一部台灣人主編出版，內容較為完整的台灣民間文學集，賴和評論「不能不說是極盡台灣民間文學之偉觀」。其他著作有《台灣小說選》等，對台灣文化保存研究貢獻甚大。
《革新》為大溪街李獻璋所編，大溪革新會所發行，閱讀對象固然可適用於1934年一般的臺灣人，內容更是針對當時大溪街大眾文化啟蒙而編輯的。在反迷信，風俗改良上，大溪革新會1934年出版的《革新》與1930赤崁勞働青年會出版的《反普特刊》意義相近。1936年李獻璋主編《臺灣民間文學集》時僅22歲，1934年主編《革新》時年僅20歲，他在年輕時代對台灣文學與文化已有所貢獻，其奮鬥精神值得我們注目，這些是同世代許多知識份子群策群力所打拼而來的成果。

## 作品
- 《台灣民間文學集》
- 《台灣小說選》
- 《福建語讀本》
- 《福建語法序說》
- 《媽祖信仰の研究》